# Osservatorio Reale del Capo di Buona Speranza
L'Osservatorio Reale del Capo di Buona Speranza (Royal Observatory, Cape of Good Hope) è l'istituzione scientifica più antica del Sudafrica. Fondata dalla Colonia del Capo britannica nel 1820, ora costituisce la sede centrale del South African Astronomical Observatory.
L'osservatorio si trova su di una collinetta a 5 km a sud-est dal centro di Città del Capo. Nel secolo successivo alla fondazione un sobborgo della città crebbe nella zona; il sobborgo fu chiamato Observatory dato la già esistenza dell'Osservatorio Reale. Il sito è stato oggetto di un caso di studio dell'ICOMOS/IAU per essere inserito come patrimonio mondiale.

## Storia

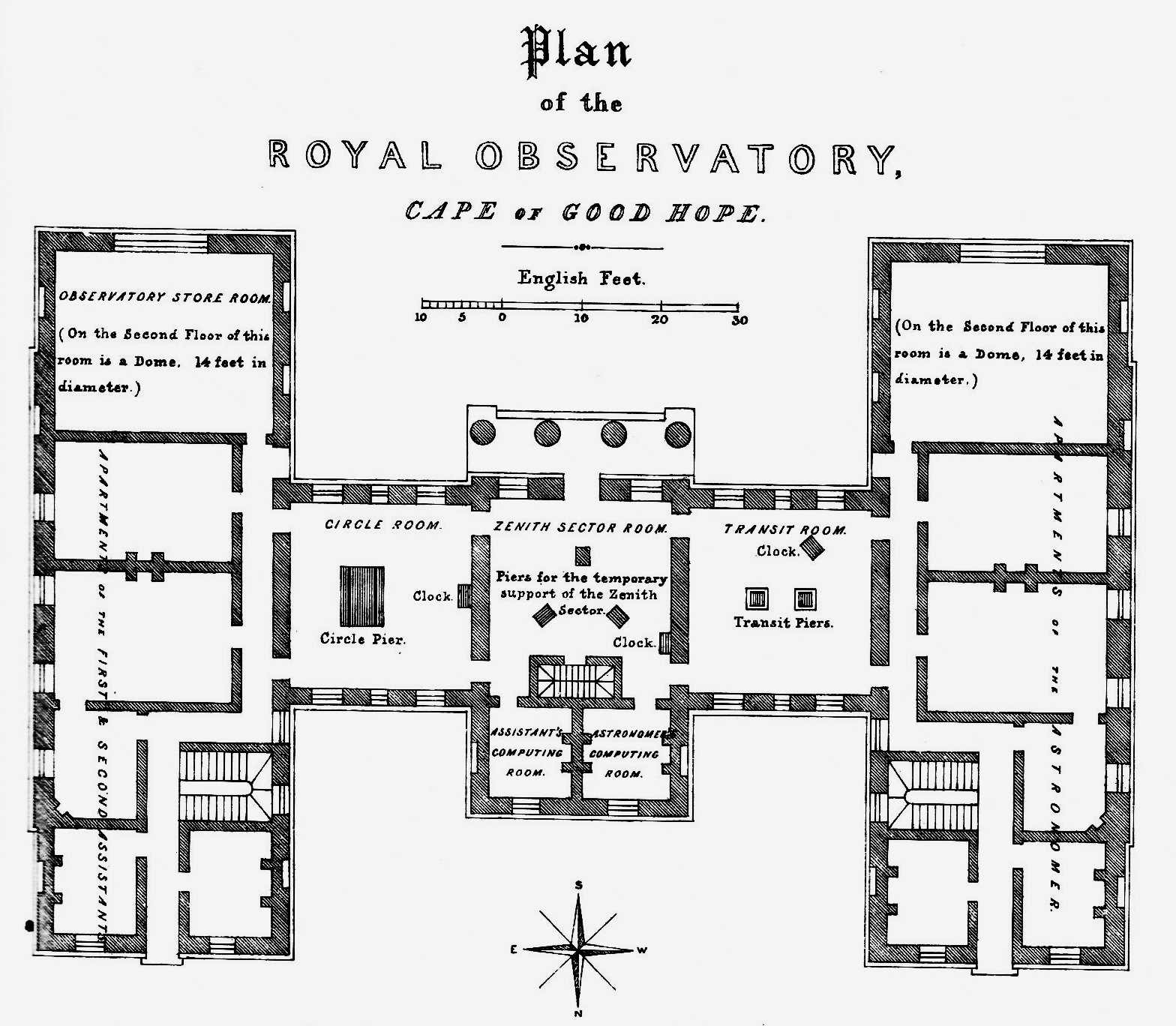
Pianta dell'Osservatorio Reale, circa 1840.

L'Osservatorio Reale fu fondato nel 1820 durante il regno di Giorgio IV del Regno Unito. Rimase un'istituzione autonoma fino al 1972, quando si integrò con lo Union Observatory di Johannesburg per costituire il South African Astronomical Observatory del quale è diventato la sede.
Originariamente l'attività principale dell'Osservatorio era l'astrometria e in questo campo furono pubblicati molti cataloghi di posizioni stellari. Nel XX secolo l'Osservatorio volse i suoi interessi verso l'astrofisica. Tuttavia, la crescita di Città del Capo e della sua illuminazione notturna a partire dal 1970 obbligarono a cercare un nuovo sito per i telescopi e fu scelta la zona semidesertica del Karoo. Ciò nonostante, vari telescopi rimasero in attività fino agli anni Novanta. Successivamente furono trasformati in centro cittadino per la divulgazione astronomica. Alan Cousins fu l'ultimo osservatore a lavorare dal sito dell'Osservatorio Reale.
L'Osservatorio Reale è stato responsabile di una serie di eventi significativi nella storia dell'astronomia. Il secondo astronomo di HM, Thomas Henderson, aiutato dal suo assistente, il tenente William Meadows, fece le prime osservazioni che portarono a determinare una parallasse stellare approssimata, calcolata su Alfa Centauri. Tuttavia perse la priorità come scopritore della parallasse stellare a favore di Friedrich Wilhelm Bessel che pubblicò le sue osservazioni (successive) di 61 Cygni prima che Henderson riuscisse a pubblicare le sue. Intorno al 1840. Thomas Maclear rimisurò il controverso meridiano di Nicolas-Louis de Lacaille, dimostrando che le misurazioni geodetiche di quest'ultimo erano state corrette ma che le montagne vicine avevano influenzato le sue determinazioni sulla latitudine. Nel 1882 David Gill ottenne una serie di fotografie a lunga esposizione della grande cometa che passò in quell'anno che mostrano la presenza di stelle sullo sfondo. Questo lo portò ad intraprendere, in collaborazione con Jacobus Cornlesius Kapteyn di Groninga, il Cape Photographic Durchmusterung, il primo catalogo stellare preparato con mezzi fotografici. Nel 1886, propose all'Ammiraglio Amédée Ernest Barthélemy Mouchez dell'osservatorio di Parigi, lo svolgimento di un congresso internazionale per promuovere un catalogo fotografico di tutto il cielo. In seguito al Congresso Astronomico di Parigi del 1887, l'Osservatorio Reale divenne parte attiva nel progetto Carte du Ciel e gli fu assegnata la zona del firmamento fra le declinazioni −40° e −52°. L'organizzazione della Carte du Ciel viene considerata l'antesignana della Unione Astronomica Internazionale.
Nel 1897 Frank McClean, un amico intimo di Gill e donatore del telescopio McClean, scoprì la presenza di ossigeno in un significativo numero di stelle usando un obiettivo prisma attaccato al Telescopio Astrografico.
Nel 1911, J.K.E. Halm, l'assistente capo, presentò un documento pionieristico sulle dinamiche stellari in cui ipotizzava che i flussi stellari scoperti da Kapteyn si fossero originati da una distribuzione di velocità stellare Maxwelliana. Questo documento contiene anche il primo suggerimento che le stelle obbediscano a una relazione massa-luminosità.
Un astronomo del HM del XX secolo, H. Spencer Jones, fu attivo in un progetto internazionale per determinare la parallasse solare attraverso le osservazioni del pianeta minore Eros.
Nella seconda metà del ventesimo secolo, Alan Cousins ha definito degli standard meridionali molto precisi per l'UBV e ha introdotto un sistema ampiamente utilizzato di fotometria VRI che ha goduto di un riconoscimento internazionale per la sua precisione.
Nel 1977 l'occultazione della stella SAO 158687 fu osservata da Joseph Churms dall'ex osservatorio reale e queste osservazioni fornirono la necessaria conferma degli anelli uraniani scoperti dall'aeroplano Kuiper da Elliot. Nel corso dell'Ottocento l'Osservatorio Reale era considerato il principale consigliere del governo coloniale su questioni scientifiche, serviva da deposito per i pesi e le misure standard della Colonia del Capo ed era responsabile per il cronometraggio e il rilevamento geodetico. Nel 1841 fu costruito anche un osservatorio magnetico, che però andò distrutto in un incendio nel decennio seguente. L'osservatorio effettuò anche una lunga serie di rilevazioni meteorologiche.
La storia dell'Osservatorio Reale è stata oggetto di numerose opere.

## Astronomi degni di nota dell'Osservatorio

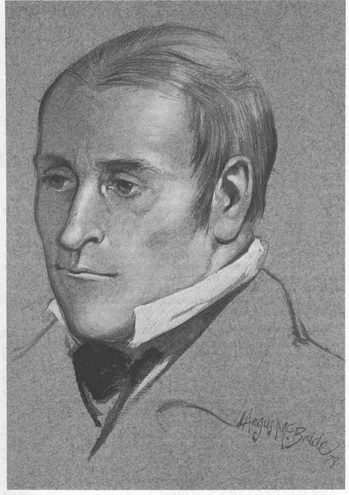
Thomas James Henderson. Astronomo di Sua Maestà al Capo, 1831-1833.

I direttori dell'Osservatorio Reale erano noti come gli astronomi di Sua Maestà al Capo (His or Her Majesty's Astronomers at the Cape). Erano i seguenti:
- Il reverendo Fearon Fallows 1820–1831
- Thomas James Henderson 1831–1833
- Sir Thomas Maclear 1833–1879
- Edward James Stone 1870–1879
- David Gill 1879–1907
- Sydney Samuel Hough 1907–1923
- Harold Spencer Jones 1923–1933
- John Jackson 1933–1950
- Richard Hugh Stoy 1950–1968
- George Alfred Harding 1969-1971

Un elenco completo di persone che hanno lavorato presso l'Osservatorio Reale e le loro pubblicazioni, fino al 1913, vennero consegnate da Gill all'Osservatorio Reale. Altro personale degno di nota sono stati:
- Charles Piazzi Smyth 1835–1845. In seguito Astronomo Reale per la Scozia.
- William Lewis Elkin 1881–1883. In seguito direttore del Yale University Observatory.
- Frank McClean[8] 1895–1897. Scopritore della presenza di ossigeno nelle stelle.
- Willem de Sitter 1897–1899. In seguito divenne un famoso cosmologo e direttore dell'Osservatorio di Leida.
- Robert Thorburn Ayton Innes 1897–1903. Scopritore della stella più vicina e in seguito divenne direttore dell'Osservatorio dell'Unione (Repubblica).
- Jakob Karl Ernst Halm[9] 1907–1927. Scopritore della relazione massa-luminosità e pioniere delle dinamiche stellari.
- Joan George Erardus Gijsbertus Voûte. In seguito fondatore e direttore dell'Osservatorio Bosscha.
- Alan William James Cousins[11] 1947–1971. Noto fotometrista.
- David Stanley Evans 1951–1968. Conosciuto per la relazione Barnes-Evans.

## Edifici principali

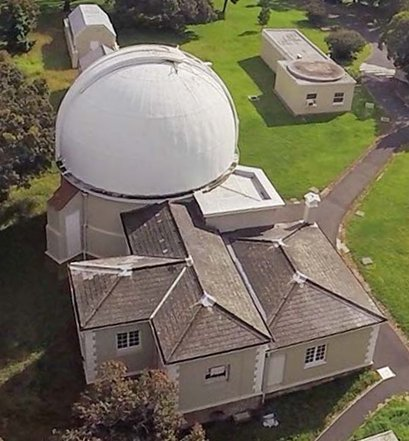
Vista aerea dell'edificio McClean

Un'indagine sul patrimonio è stata registrata nel 2011 da un elenco completo degli edifici dell'Osservatorio. Gli edifici includono:
- Edificio principale, completato nel 1828. Di stile revival greco e progettato dall'architetto John Rennie. Questo contiene oggi uffici e una notevole biblioteca astronomica.
- Photoheliograph building, completato nel 1849 (ex 7-inch Merz Telescope Building). La sua cupola ruota su palle di cannone.
- Eliometro, completato nel 1888 (ora contenente un riflettore da 18 pollici). La sua cupola (di Howard Grubb) è stata progettata per la ventilazione a flusso continuo.
- McClean, completato nel 1896, progettato da Herbert Baker era un laboratorio (ora Museo Astronomico). Il pavimento ascendente è azionato idraulicamente. La cupola è stata progettata da T. Cooke & Sons di York.
- Astrografico, completato nel 1889. La cupola è stata progettata da Howard Grubb.
- Cerchio di transito reversibile, completato nel 1905 (6 pollici). Due per ciascuna casa, Collimator e Mark.
- Edificio tecnico (costruito circa nel 1987).
- Auditorium, costruito originariamente come laboratorio di riparazione di strumenti ottici durante la seconda guerra mondiale.

## Telescopi principali
Storicamente, l'edificio principale conteneva una lunghezza focale Transit di 10 piedi di Peter Dollond e un cerchio murale di 6 piedi di Thomas Jones. Questi furono sostituiti nel 1855 da un Cerchio di transito da 8 pollici progettato da George Biddell Airy, astronomo reale a Greenwich. Lo strumento di Airy fu rimosso nel 1950. Alcune parti di questi telescopi sono nel Museo Astronomico dell'Osservatorio.
I telescopi principali sono:
- Photoheliograph da 4 pollici (1875) di John Henry Dallmeyer.
- Rifrattore visivo da 6 pollici (1882) di Howard Grubb.
- Astrografico (1889) composto da rifrattori fotografici da 13 pollici e guide da 10 pollici di Howard Grubb. Utilizzato per la Cape Astrographic Zone (vedi sopra) e da F. McClean per la spettroscopia.
- McClean o telescopio Victoria composto da rifrattori ottici e visivi da 18 pollici con visuale da 18 pollici di Howard Grubb.[18]
- Cerchio di transito reversibile da 6 pollici (1905). Progettato da Sir David Gill e costruito da Troughton & Simms. Utilizzato tra l'altro per la parte meridionale del Fundamentall Katalog FK4.
- Riflettore da 18 pollici di Cox, Hargreaves e Thomson (1955). La guida telescopica è Merz da 7 pollici.

Un riflettore da 40 pollici di Grubb Parsons fu installato nel 1964 ma fu rimosso nel 1972 per essere spostato a Sutherland.

## Museo Astronomico
L'ex laboratorio spettroscopico del telescopio McClean è stato trasformato in un museo nel 1987, conservando gli accessori originali del XIX secolo. L'edificio contiene ancora l'originale apparato idraulico per l'innalzamento del piano di osservazione e una camera oscura che contiene esemplari di apparecchiature da camera oscura prelevate da varie cupole dopo che la fotografia è andata fuori uso. Gli oggetti esposti includono modelli di telescopi, macchine di misurazione, strumenti altazimutali di Dollond (1820) e Bamberg (circa 1900), calcolatrici, apparecchiature per ufficio, dispositivi elettronici precoci, obiettivi dei primi telescopi compresi i telescopi fotografici di Gill, un meccanismo di un telescopio a orologeria , una pistola segnale, attrezzatura chimica ecc.

## Storia naturale
Il sito dell'Osservatorio Reale è situato nel Two Rivers Urban Park, una zona umida. La roccia sottostante è composta da argillite di Malmesbury con una zona di grovacca e calcare quarzitico. Parte della sua ecologia originale è preservata e supporta un'ampia varietà di animali e di piante. È il limite settentrionale del rospo leopardo occidentale (Bufo Pantherinus) e l'unico habitat naturale rimasto dell'iris rara, Moraea aristata.